# Аглікон
Агліко́н (рос. агликон, англ. aglycon) — невуглеводна частина глікозиду, або сполука, що залишається після заміщення глікозильної групи глікозиду на Гідроген. Може належати до аліфатичного, ароматичного (в тому числі до гетероциклічного) рядів. Зазвичай зв'язана з вуглеводною частиною через її аномерний атом.